# 应用物理学杂志
应用物理学杂志（Journal of Applied Physics），美国的一个学术期刊，由美国物理联合会发行，1931年创刊。
该杂志最初为美国物理学会所有，前7卷刊名称作《物理学》。1937年，该期刊改由美国物理联合会发行。